# مناقشه سوگا–مونونوبه
مناقشه سوگا-مونونوبه یک مشاجره سیاسی و نظامی بود که در ژاپن و دوره آسوکا بین طرفداران خاندان مونونوبه به رهبری مونونوبه نو موریا و طرفداران آیین بودایی و خاندان سوگا، به رهبری سوگا نو اوماکو صورت گرفت، که در نهایت در سال ۵۸۷ میلادی به پیروزی خاندان سوگا در نبرد کوه شیگی خاتمه پیدا کرد.